# Coxicerberus delamarei
Coxicerberus delamarei is een pissebed uit de familie Microcerberidae. De wetenschappelijke naam van de soort is voor het eerst geldig gepubliceerd in 1953 door Remane & Siewing.